# Petrus Joannes Gabriels
Petrus Joannes Gabriels (Putte, 12 januari 1755 - Stabroek, 6 augustus 1810) was burgemeester en schepen te Stabroek tussen 1800 en 1810.

## Jeugd
Gabriels werd geboren op 12 januari 1755 in Putte, hij werd aldaar gedoopt in de rooms-katholieke parochie. Zijn ouders waren Adrianus Gabriels (1732-1784), een herbergier in Putte, en Joanna Van der Linden (1732-1798). Gabriels was de oudste van negen kinderen, waarvan slechts vier de volwassen leeftijd bereikten. Omstreeks 1777 verhuisde het gezin Gabriels van Putte naar het nabijgelegen Stabroek, dat toen in door Oostenrijk bestuurd gebied lag.

## Huwelijk en kinderen
Nadat Gabriels met zijn gezin naar Stabroek verhuisde leerde hij Joanna Catharina De Beukelaer uit Kapellen kennen. De Beukelaer werd zwanger van Gabriels in het najaar van 1778 waarna het stel op 29 juni 1779 huwde te Kapellen en ze zich aldaar vestigden. Omstreeks 1782 verhuisde Gabriels met zijn echtgenote naar Stabroek. Tussen 1779 en 1802 kreeg het stel negen kinderen, waarvan twee de volwassen leeftijd niet bereikten. In Stabroek bezat Gabriels een herberg, waar hij werkte als herbergier en cabaretier.
Kinderen:
- Franciscus Augustinus Maria Gabriels (1779-1779)
- Anna Maria Gabriels (1780-1868) gehuwd met Cornelius Antheunissens
- Petrus Josephus Gabriels (1783-1790)
- Isabella Gabriels (1785-1864) gehuwd met Joannes Franciscus Janssens
- Magdalena Gabriels (1788-1851) gehuwd met Henricus Jansen
- Petrus Josephus Gabriels (1791-1864) gehuwd met Joanna Cornelia Van Meir en nadien met Joanna Catharina Gabriels
- Adrianus Gabriels (1794-1834) gehuwd met Maria Helena Claessens
- Joanna Maria Elisabeth Gabriels (1797-1851) gehuwd met Fredericus Hanno
- Joanna Cornelia Gabriels (1801-1885) gehuwd met Joannes Baptista Van den Bosch

## Burgemeester van Stabroek
In 1798 werd de regio ten noorden van Antwerpen, waartoe ook Stabroek behoord geannexeerd, door de Franse revolutionairen. Hierop werd Joannes Petrus Olfs aangewezen als agent municipal van Stabroek. In het najaar van 1800 werden in de door Frankrijk bestuurde gemeenten maires (burgemeesters) aangewezen. Petrus Joannes Gabriels werd op 30 juni 1800 benoemd als maire en agent municipal van de commune Stabroek. In 1806 kocht Gabriels de hoeve De Groene Swaen op, het erf is gelegen in de huidige Dorpsstraat te Stabroek. Vanaf de aankoop van het pand vonden hier de bijeenkomsten van het gemeentebestuur plaats. Na zijn dood werd Gabriels opgevolgd als burgemeester door Joannes Petrus Hermans.

## Overlijden
Petrus Joannes Gabriels bleef actief burgemeester tot zijn dood in 1810. De maanden voor zijn dood had Gabriels echter een schrijver in dienst, die delen van zijn administratie voor hem verzorgde, wat erop wijst dat zijn gezondheid het mogelijk niet toeliet zijn functie nog volledig uit te oefenen. De laatste keer dat hij werkte was op 31 juli, één week voor zijn overlijden. Hij ondertekende hier een huwelijksakte. De laatste dagen voor zijn overlijden was Gabriels niet in staat te werken, zo werd het overlijden van de heer Henri Cabus op 4 augustus pas na vier dagen aangegeven, wanneer er reeds een plaatsvervangende burgemeester aangewezen was. In de avond van 6 augustus 1810, om 23u, overleed Petrus Joannes Gabriels op 55-jarige leeftijd in zijn woning De Groene Swaen.